# Bad Company (Lied)
Bad Company ist ein Lied der Rockband Bad Company, das 1974 auf ihrem Debütalbum Bad Company veröffentlicht wurde. Es wurde vom Sänger Paul Rodgers und Schlagzeuger Simon Kirke geschrieben. 
Ultimate Classic Rock beschrieb den Song als „Western-Vibe“ und Rodgers sagte, dass er „ein fast biblisches, verheißungsvolles, gesetzloses Gefühl“ habe.

## Rezeption
Ultimate Classic Rock bewertete ihn als den besten Song von Bad Company aller Zeiten und lobte vor allem den „legendären Klavieranfang.“ Classic Rock bewertete ihn ebenfalls als den besten Song von Bad Company und lobte die „staubige Atmosphäre [sowie] Rodgers‚ fast rätselhaften Gesang und Ralphs‘ eindringliches Gitarrenspiel.“ Classic Rock History bewertete den Song als den viertbesten von Bad Company und lobte das „eindringliche Klavierriff, das sich um die seidene Gesangslinie von Paul Rodgers rankt“ zu Beginn des Songs sowie den „kraftvollen Refrain.“

## Coverversionen
Bill Champlin veröffentlichte 1990 eine Coverversion, die in der zweiten Staffel, Folge neun von The Young Riders zu sehen war; auch der Titel der Folge lautet Bad Company. Tori Amos sang den Song 1994 und 1996 bei einer Reihe von Konzerten. Five Finger Death Punch brachten 2009 eine Coverversion des Songs als Single heraus.
Garth Brooks coverte den Song 2013 auf seinem Box-Set Blame It All on My Roots: Five Decades of Influences.